# Cherkaski Mavpy
El SK Cherkasy Monkeys es un equipo de baloncesto ucraniano con sede en la ciudad de Cherkasy, que compite en la Superliga de Baloncesto de Ucrania, la primera división del baloncesto ucraniano. Disputa sus partidos en el Sport Palace Budivelnyk, con capacidad para 1.500 espectadores.

## Posiciones en liga
- 2004 (1-1 League)
- 2005 (Higher League)
- 2006 (5-Superleague)
- 2007 (3)
- 2008 (7-Superleague)
- 2009 (4-UBL)
- 2010 (1-Higher League)
- 2011 (1-Higher League)
- 2012 (13-Superleague)
- 2013 (7)

### Plantilla 2013-2014
| N.º | Nombre                | Nacionalidad                             | Puesto    |
| --- | --------------------- | ---------------------------------------- | --------- |
| 5   | Alexey Chigrinov      | Bandera de Ucrania                       | Escolta   |
| 6   | Terry Smith           | Bandera de Estados Unidos                | Base      |
| 10  | Sviatoslav Mykhailiuk | Bandera de Ucrania                       | Escolta   |
| 11  | Andrii Kalnichenko    | Bandera de Moldavia · Bandera de Ucrania | Escolta   |
| 12  | Oleksandr Kobets      | Bandera de Ucrania                       | Alero     |
| 14  | Stanislav Sokur       | Bandera de Ucrania                       | Ala-Pívot |
| 21  | Igor Chumakov         | Bandera de Ucrania                       | Pívot     |
| 23  | Andriy Kulish         | Bandera de Ucrania                       | Ala-Pívot |
| 24  | Ivars Timermanis      | Bandera de Letonia                       | Alero     |
| 25  | Ronald Moore          | Bandera de Estados Unidos                | Base      |
| 34  | Anton Bilous          | Bandera de Ucrania                       | Alero     |
| 42  | Jason Washburn        | Bandera de Estados Unidos                | Pívot     |

## Palmarés
- Campeón Superliga de baloncesto de Ucrania: 2018
- Campeón Higher League: 2011
- Campeón Copa de Ucrania: 2011
- Campeón Higher League Grupo A: 2010
- Cuartos de final FIBA EuroCup Challenge: 2007